# Ceraticelus fastidiosus
Ceraticelus fastidiosus är en spindelart som beskrevs av Crosby och Bishop 1925. Ceraticelus fastidiosus ingår i släktet Ceraticelus och familjen täckvävarspindlar. Inga underarter finns listade i Catalogue of Life.